# Pandemia de COVID-19 en Afganistán
La pandemia de COVID-19 en Afganistán es parte de la pandemia de enfermedad por coronavirus causado por el SARS-CoV-2. El virus se confirmó en Herat el 24 de febrero de 2020.
Al 26 de marzo de 2021, ha habido 56 254 casos positivos, con 49 937 recuperaciones y 2469 muertes en las 34 provincias del país. La provincia de Kabul tiene el mayor número de casos de COVID-19 en Afganistán con 14.580, seguido de Herat con 5.503 casos, y luego Balkh con 1.860.
A 4 de agosto de 2024, Afganistán se encuentra entre los países con menor tasa de enfermos confirmados del mundo, con una tasa de pacientes confirmados de coronavirus en los últimos 14 días de 0 por cada cien mil habitantes.

## Cronología
El 23 de febrero de 2020, al menos tres ciudadanos de Herat quienes recientemente habían regresado de Qom estaban en sospecha de estar infectadas con COVID-19. Muestras de sangre estuvieron enviadas a Kabul. Afganistán más tarde cerró su frontera con Irán.
El 24 de febrero, Afganistán confirmó el primer COVID-19 caso que implica un de las tres personas de Herat, un hombre de 35 años quién dio positivo para SARS-CoV-2. El 7 de marzo, tres casos nuevos estuvieron confirmados en provincia de Herat. El 10 de marzo, el primer caso informó exterior de provincia de Herat, en la provincia de Samangan.

## Estadísticas
| Provincia     | Cases  | Muertes | Recuperados |
| ------------- | ------ | ------- | ----------- |
| Kabul         | 12 546 | 4096    | 156         |
| Herat         | 4719   | 1938    | 128         |
| Balkh         | 1620   | 625     | 53          |
| Nangarhar     | 1322   | 322     | 56          |
| Kandahar      | 1243   | 230     | 20          |
| Paktia        | 942    | 150     | 16          |
| Takhar        | 790    | 168     | 17          |
| Baglán        | 557    | 192     | 22          |
| Logar         | 448    | 120     | 15          |
| Kunduz        | 428    | 116     | 9           |
| Ghazni        | 408    | 138     | 27          |
| Bamiyan       | 393    | 110     | 7           |
| Kunar         | 375    | 120     | 16          |
| Badghis       | 372    | 141     | 4           |
| Khost         | 340    | 45      | 17          |
| Parwan        | 331    | 86      | 10          |
| Lagmán        | 327    | 101     | 4           |
| Nimroz        | 326    | 162     | 6           |
| Samangan      | 304    | 265     | 9           |
| Maidan Wardak | 280    | 182     | 10          |
| Panjshir      | 248    | 122     | 15          |
| Farah         | 242    | 22      | 5           |
| Badakhshan    | 203    | 43      | 5           |
| Jawzjan       | 196    | 83      | 6           |
| Faryab        | 193    | 110     | 13          |
| Kapisa        | 176    | 57      | 2           |
| Paktika       | 168    | 130     | 3           |
| Helmand       | 160    | 94      | 18          |
| Daikundi      | 152    | 21      | 1           |
| Sar-e-Pul     | 130    | 99      | 6           |
| Ghor          | 116    | 70      | 1           |
| Zabul         | 109    | 56      | 4           |
| Nuristan      | 66     | 12      | 0           |
| Uruzgan       | 38     | 9       | 5           |